# Wilhelm Törsleff
Oskar Ferald Wilhelm Törsleff (ur. 26 listopada 1906 w Sztokholmie, zm. 18 stycznia 1998 tamże) – szwedzki żeglarz, olimpijczyk, zdobywca brązowego medalu w regatach na Letnich Igrzyskach Olimpijskich w 1928 roku w Amsterdamie.
Na Letnich Igrzyskach Olimpijskich 1928 zdobył brąz w żeglarskiej klasie 8 metrów. Załogę jachtu Sylvia tworzyli również Clarence Hammar, Philip Sandblom, John Sandblom, Carl Sandblom i Tore Holm.